# Match (сеть супермаркетов)
Match — розничная сеть супермаркетов, расположенных в Венгрии, а также на Антильских островах и в Гайане. В Венгрии находятся 18 супермаркетов Match.

## История
В 1952 году в Венгрии была основана розничная сеть магазинов Csemege, которая просуществовала до 1991 года, когда была куплена австрийской компанией Julius Meinl. Через 8 лет, в 1999 году, бельгийская Louis Delhaize Group приобрела Csemege-Julius Meinl Group, и переименовала её в Csemege Szupermarketek, а затем в Csemege-Match Group. В 2000 году компания стала называться Match, а некоторые магазины стали работать под брендом SMatch (Супермаркеты Match).